# Bangkok Challenger III 2016
Il Bangkok Challenger III 2016, nome ufficiale KPN Renewables Bangkok Open per ragioni di sponsorizzazione, è stato un torneo professionistico di tennis maschile giocato su campi in cemento. Faceva parte dell'ATP Challenger Tour 2016 con un montepremi di 50.000 dollari. È stata l'unica edizione del torneo e si è svolta a Bangkok in Thailandia dal 16 al 22 maggio 2016.

## Partecipanti

### Teste di serie
| Nazionalità   | Giocatore            | Ranking* | Testa di serie |
| ------------- | -------------------- | -------- | -------------- |
| Australia     | Samuel Groth         | 97       | 1              |
| Taipei cinese | Lu Yen-hsun          | 108      | 2              |
| Giappone      | Yūichi Sugita        | 109      | 3              |
| Slovacchia    | Lukáš Lacko          | 121      | 4              |
| Australia     | John-Patrick Smith   | 153      | 5              |
| Stati Uniti   | Alexander Sarkissian | 166      | 6              |
| Cina          | Zhang Ze             | 179      | 7              |
| Australia     | James Duckworth      | 209      | 8              |

- Ranking al 9 maggio 2016.

### Altri partecipanti
Giocatori che hanno ricevuto una wild card:
- Phassawit Burapharitta
- Jirat Navasirisomboon
- Wishaya Trongcharoenchaikul
- Kittipong Wachiramanowong

Giocatore entrato nel tabellone principale con il protected ranking:
- Rémi Boutillier

Giocatori passati dalle qualificazioni:
- Sam Barry
- Lloyd Glasspool
- Yuya Kibi
- Sidharth Rawat

## Campioni

### Singolare
James Duckworth ha battuto in finale  Sam Barry per 7–6(5), 6–4.

### Doppio
Chen Ti /  Jason Jung hanno battuto in finale  Dean O'Brien /  Ruan Roelofse per 6–4, 3–6, [10–8].